# Comité de Topónimos Antárticos del Reino Unido
El Comité de Topónimos Antárticos del Reino Unido (o UK-APC) es un comité del gobierno del Reino Unido, parte de la Foreign and Commonwealth Office, responsable de recomendar nombres para las localizaciones geográficas en el Territorio Antártico Británico (BAT) y para el Territorio británico de ultramar de las Islas Georgias del Sur y Sandwich del Sur (SGSSI). Muchos nombres son formalmente aprobados  por los comisionarios de la BAT y de la SGSSI respectivamente, y publicados en el diccionario geográficos del BAT y de las SGSSI mantenidos por el comité.
El comité también puede considerar propuestas para nuevos nombres para características geográficas en áreas de la Antártida fuera del BAT y de las SGSSI, las cuales hacen referencia a otras autoridades de nombres en la Antártida, o decidido por el comité si se trata de un sector antártico sin reclamar.